# Åmynnet
Åmynnet is een plaats in de gemeente Örnsköldsvik in het landschap Ångermanland en de provincie Västernorrlands län in Zweden. De plaats heeft 370 inwoners (2005) en een oppervlakte van 35 hectare. De plaats ligt op een landengte tussen de meren Åfjärden en Svedjefjärden.